# 高苗京鈴
高苗京鈴（日语：／ Takanae Kyōrin，？年6月12日—）是一名女性日本漫畫家、插畫家和遊戲原畫家。她是同人誌作品創作團體「高苗床」的一員。

## 作品列表

### 漫畫
- [書 1]；作者：高苗京鈴；連載：；出版：KOALA Books（コアラブックス）；發售日期：2002年1月1日；ISBN 978-4-87-693794-3
  - [書 2]；作者：高苗京鈴；連載：大都漫畫（日语：大都社#現行の単行本レーベル）；出版：大都社（日语：大都社）；發售日期：2003年5月8日；ISBN 978-4-88-653770-6
- 《私立蘭丸學園》[書 3]；作者：高苗京鈴；連載：；出版：コスミック出版（日语：コスミック出版）；發售日期：2003年1月18日；ISBN 978-4-77-470507-1
  - 《蘭丸學園》[書 4]；作者：高苗京鈴；連載：；出版：フロム出版（日语：フロム出版）；發售日期：2006年3月27日；ISBN 978-4-89-447180-1
- [書 5]Amazon.com, Inc.；作者：高苗京鈴；連載：；出版：蒼龍社（日语：蒼竜社）；發售日期：2005年2月18日；ISBN 978-4-88-386252-8

### 畫集
- [書 6]；作者：高苗京鈴；出版：富士見書房；發售日期：2008年7月18日；ISBN 978-4-82-917669-6

### 輕小說插畫
- [3]
- 節哀唷♥二之宮同學
- 推薦一起共度初體驗的她
- [4]

### 動畫片尾插畫
- IS〈Infinite Stratos〉（第二季第7話）[5]
- 翠星上的加爾岡緹亞（重播版第4話）[6]

### 成人遊戲原畫
- V.G.NEO
- angel breath
- キスと魔王と紅茶 〜Kiss×Lord×Darjeeling〜（日语：キスと魔王と紅茶 〜Kiss×Lord×Darjeeling〜）
- 俺の彼女はヒトでなし（日语：俺の彼女はヒトでなし）
- 七色航路（日语：なないろ航路）
- 向日葵的教會與長夏假期
- ゆめいろアルエット!（日语：ゆめいろアルエット!）
- [7]
- 春音Alice＊Gram
- 白戀SAKURA*GRAM

### 卡牌遊戲插畫
- Battle Spirits[8]

## 外部連結
- 高苗京鈴的X（前Twitter）（日語）
- 高苗京鈴的pixiv（日語）
- 高苗京鈴的BOOTH（日語）
- 苗床育成觀察記錄，存于（日語）